# West End (Bahamas)
West End es una localidad de Bahamas, anterior capital de Gran Bahama.

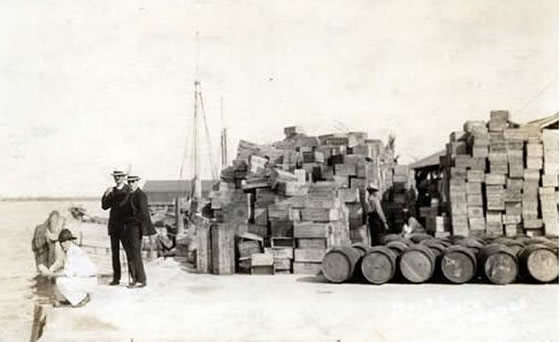
Rum running west end gbi

## Demografía
Según censo 1990 contaba con 10.535 habitantes. La estimación 2010 refiere a 13.089 habitantes.